# Murcia (autonome gemeenschap)
Murcia (Spaans: Región de Murcia) is een van de zeventien autonome regio’s van Spanje en vormt tevens één provincie. De regio ligt in het zuidoosten van het land, aan de Middellandse Zee, ten oosten van Andalusië en ten zuiden van de Comunidad Valenciana. De hoofdstad van de regio is de gelijknamige stad Murcia.
De autonome regio Murcia had in 2021 1.518.279 inwoners, verdeeld over 45 gemeenten.
Tot 1978 vormde Albacete een provincie van Murcia, sindsdien werd het een provincie van Castilië-La Mancha.

## Bestuurlijke indeling
De provincie Murcia bestaat uit 12 comarca's die op hun beurt uit gemeenten bestaan. De comarca's van Murcia zijn:
- Altiplano
- Alto Guadalentín
- Bajo Guadalentín
- Campo de Cartagena
- Huerta de Murcia
- Mar Menor
- Noroeste
- Región Oriental
- Río Mula
- Valle de Ricote
- Vega Alta del Segura
- Vega Media del Segura

Zie voor de gemeenten in Murcia de lijst van gemeenten in provincie Murcia.

## Demografische ontwikkeling
In 2019 had Murcia een vruchtbaarheidscijfer van 1,49 kinderen per vrouw, hetgeen ruim 21% hoger was dan het Spaanse gemiddelde van 1,23 kinderen per vrouw. De gemiddelde levensverwachting bedroeg in 2019 ongeveer 82,7 jaar voor de totale bevolking - dit was 0,9 jaar korter dan het landelijke gemiddelde van 83,6 jaar.
Bron: INE
Opm: Bevolkingscijfers in duizendtallen